# Juthungok

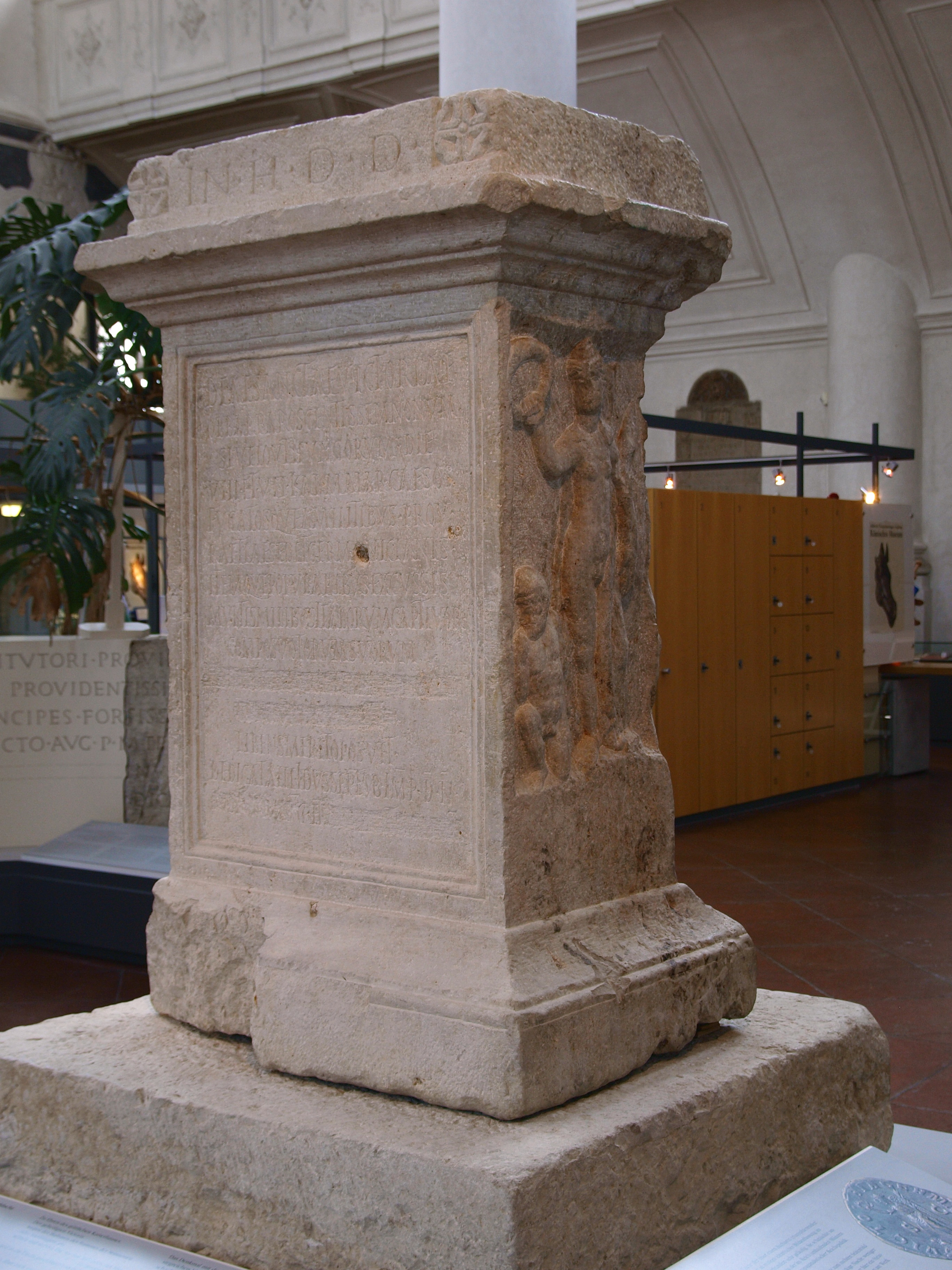
Az augsburgi győzelmi oltárkő

A juthungok (görögül Iouthungi, latinul Iuthungi) valószínűleg alemann nép, amely a Dunától és Altmühltől északra élt. 
Publius Herennius Dexippus és Ammianus Marcellinus is írt róluk. Nevük jelentése ivadék, leszármazott, és a szvébek néptörzséhez, a szemnonokhoz fűződő kapcsolatukra utal. 259–260-ban betörtek Itália területére, de visszavonulásukkor, 260. április 24–25-én rajtuk ütött Marcus Simplicinius Genialis Raetia helytartója és csapata Augsburg közelében. 1992-ben találták meg az ún. augsburgi győzelmi oltárt, amit a győztes csata emlékére állítottak a rómaiak. 
270–271-ben ismét betörtek Itáliába, de Aurelianus legyőzte őket a placentiai (Piacenza) és páviai csatákban. 356 és 358 között az alemannokkal szövetkezve törtek be Raetiába, és elpusztították a regensburgi légiótábort. 383-ban egy ismételt raetiai támadáskor visszaverték őket az alánok és a hunok. 429 és 431 között Raetiában és Noricumban harcolt ellenük sikeresen Flavius Aëtius. Ezt követően nem említik őket többet a történeti művek.

## Fordítás
- Ez a szócikk részben vagy egészben  a   Juthungen című német Wikipédia-szócikk fordításán alapul.  Az eredeti cikk szerkesztőit annak laptörténete sorolja fel. Ez a jelzés csupán a megfogalmazás eredetét és a szerzői jogokat jelzi, nem szolgál a cikkben szereplő információk forrásmegjelöléseként.